# Мађарски атлетски клуб
ФК МАК (мађ. Magyar Atlétikai Club), је мађарски фудбалски клуб из Будимпеште и део је МАКа Мађарског атлетског клуба. 

## Историја клуба
Фудбалски клуб МАК као део Мађарског атлетског клуба дебитовао је у мађарској првој лиги 1903. године. Првенство је завршио на седмом месту.
Под управом Хари Перија, тренера из енглеске, плаво жути тим се 1898. године укључио у новоформирану лигу мађарског фудбала. Прву званичну утакмицу ФК МАК је одиграо против МАЦ Миеђетенема (MAC–Műegyetem) и изгубио са 1:4. Прву међународну утакмицу клуб је одиграо против МАВ Славије и изгубио са 1:3. Почетак такмичења 1901. године је ФК МАК почео у другој лиги, тако да се ве 1903. године пробио и постао члан прве мађарске лиге. Од самог оснивања имао је свој е сопствено игралиште првобитно познато као игралиште Маргитсигет а данас као Стадион МАЦ.
Током година Првог светског рата 1915. је ФК МАК узео учешће у Хади купу. Током 1917. године фудбалсака секција МАК друштва је расформирана а до поновног оживљавања је дошло 1918. године. Клуб је из прве мађарске лиге испао 1923. године. Током 1924. се вратио у такмичарски ритам али је учествовао у новооснованом такмичењу за Исеров пехар. 

## Достигнућа
- Прва лига Мађарске у фудбалу
  - Седмо место (1): 1903
- Куп Мађарске у фудбалу:
  - Финалиста (1) :1910/11

- Челинџ куп:
  - Финалиста (1) : 1904–05